# سيدارة

الملك فيصل الأول ملك العراق مرتدياً السيدارة هو وحاشيته

السيدارة أو السدارة أو الفيصلية أو كما يلفظان معاً السدارة الفيصلية، هي القلنسوة بلا أصْدَاغ وهي لباس للرأس عرفه الحضريون من أهل العراق. وتميز بلبسها البغداديون على وجه الخصوص.
تتميز السيدارة بشكلها النصف المقوس، والمدبب تقريباً من الوسط، وتكون مطوية إلى طيتين للداخل ويغلب عليها اللون الاسود وهو اللون الرسمي، إلى جانب اللوان عديدة.
وردت كلمة (السيدارة) في قاموس المحيط للفيروزابادي بمعنى الوقاية تحت المنفعة والعصابة معربة من شارة ومعناها المظلة اوالشمسية، والظاهر ان أصل الكلمة ارامي فهي معربة من الألفاظ الفارسية المعربة حيث كانت عند ملوك الفرس القدماء تعني غطاء الرأس، ورددت بنفس المعنى في معجم المنجد للغة الآباء الكاثوليك.

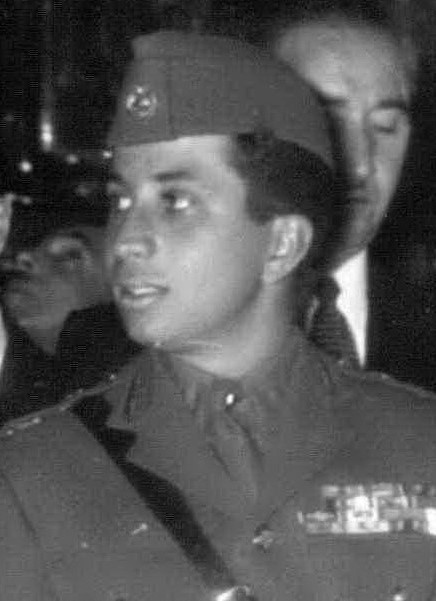
الملك فيصل الثاني ملك العراق

وفي 23 أغسطس 1921، تولى فيصل الاول نجل الشريف حسين شريف مكة، عرش العراق كاول ملك للملكة العراقية الحديثة، وكان يحلم ببناء دولة عصرية في العراق، وادخال عدد من التقاليد والنظم السياسية والاجتماعية الحديثة للعراق الخارج تواً من الحكم العثماني الذي استمر مايقارب الأربع قرون، ومن جملة هذه التغيرات اراد هذا الملك الطموح ايجاد لباس وطني للراس بدلاً من الطربوش أو الفينة ليكون كزي رسمي لموظفي للدولة العراقية، أو الأفندية كما كانوا يعرفون، فاوجدت السدارة، ووزعت أول مرة للوزراء من قبل رستم حيدر أحد مستشاري الملك في حينها، وكان أول من ارتدى السدارة هو الملك فيصل الأول لتشجيع الناس على ارتدائها، ومنها سميت باسمه (فيصلية)، مع العلم ان الملك فيصل الأول جاء للعراق من أرض الحجاز بزيهِ الحجازي.

## أنواع السيدارة
للسيدارة عدة أنواع، ففي بداية ظهورها كانت تصنع من الچبن (الصوف المضغوط) وتسمى بسدارة الجبن وعرفت بحجمها الكبير، وتميزت بأرتدائها الشخصيات المهمة في المجتمع من امثال ياسين الهاشمي رئيس الوزراء في العهد الملكي، والشاعر البغدادي الشعبي الملا عبود الكرخي والشاعر جميل صدقي الزهاوي، وكان لها معمل في بغداد اسس بامر من ياسين الهاشمي.

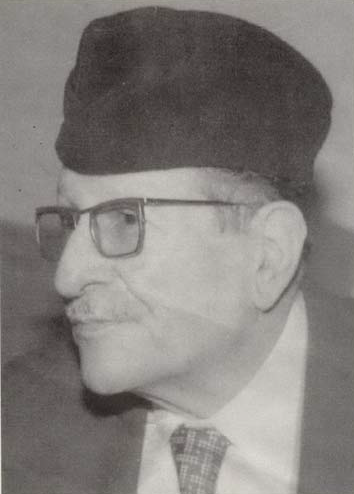
علي الوردي مرتدياً سدارة فيصلية

والنوع الثاني هو السكوجية وكانت تصنع من القماش، وتفصل من نفس قماش الملابس، حيث بعد تفصيل البدلة الرجالية (القاط) تاخذ قطعة من ذات القماش لغرض تفصيل سدارة، وكان حجمها اصغر من سدارة الچبن، واغلب من كان يرتدي هذا النوع السدائر هم افراد الشرطة والجيش في العهد الملكي وكذلك في العهد الجمهوري لغاية عقد السبعينات من القرن الماضي. حيث استبدلت بالبيرية لاغلب صنوف الجيش والشرطة، ومن امهر صناع السدارة السكوجية شخص اسمه جاسم محمد وكان محله يقع في سوق السراي عند مدخل خان الصاغة، وفي مدخل سوق السراي من جهة جسر الشهداء، توجد عدد من محلات عمال قالب السداير الذين يقومون بتنظيف السدارة وقلب الوجه الخارجي إلى الداخل عندما يتقادم وتذهب لمعته، وكان اغلبهم من اليهود، ولكن السدارة المقلوبة واضحة للعيان حيث الجزء الداخلي للجوخ خشن وغير لماع.
مع كل هذا ليعلم

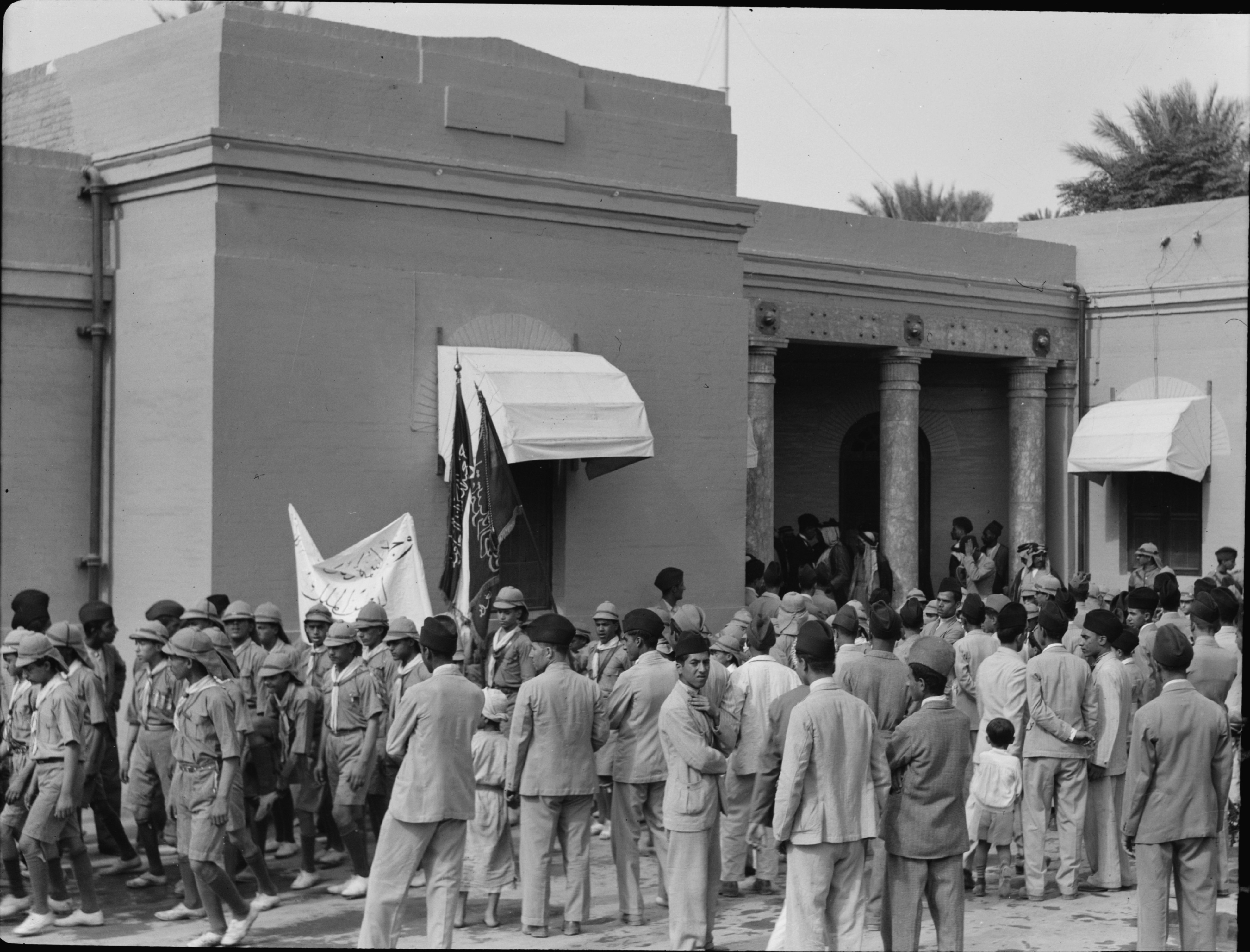
مسيرة للكشافة في بغداد بسنة 1932

ويذكر الباحث عزيز الحجية في سلسلته بغداديات أن السداير الاجنبية (الايطالية والإنجليزية) بدأت تغزو العراق في الثلاثينات وكانت تصنع من مادة الجوخ اللماع، ومن أبرز مستوريدها (مهدي قنبر وصيون شمعون) ولكن ظلت السدارة الأولى المصنوع من الچبن محل اعتزاز الكثيرين ممن أهل بغداد واطلق عليها السدارة الوطنية، وكان الشاعر الشعبي ملا عبود الكرخي قد ذكر السيدارة الوطنية في شعره، حيث انشد قائلاً:
مني كل اجنبي ويفهم
بالسدارة (الكرخي) مغرم
حيث للمواطن شعاره
شعار اوطاني وهيه
الليبسوها الوطنية
عربية عراقية
صايرة ابراسي اشــارة

## محاولة إلغاء السيدارة
بعد انقلاب بكر صدقي في 29 تشرين الثاني 1936، ظهرت محاولات لإلغاء السيدراة من قِبل القائمين على الانقلاب، حيث اصدرت حكومة الانقلاب التي تراسها حكمت سليمان، قانوناً يقضي بابدال السدارة (الوطنية)، بالقبعة الاوربية لكون الاخيرة من مظاهر التطور والاتصال بالعالم الخارجي، والصحيح ان القائمين على الانقلاب كانوا على خلاف مع ياسين الهاشمي الذي كان الانقلاب موجه ضده بالاساس ولان الهاشمي من المحافظين على لبس السيدارة الوطنية كما ذكرنا من قبل، وكان قد أقر بجعل السيدارة الباس الرسمي لجميع موظفي الدولة العراقية في منتصف الثلاثينات، حيث اراد الانقلابيون ابدال السيدارة بالقبعة الاوربية نكاية بالهاشمي الذي توفي بعد فترة من الانقلاب، واخذ بعض من الشباب المتحمس للانقلاب بلبس هذه القبعة، ولكن سرعان ماعادت السيدارة الفيصلية (الوطنية) كزي رسمي وعام إلى المجتمع بمقتل الفريق بكر صدقي في الموصل وسقوط حكومة الانقلاب بعد اقل من عام من أول انقلاب عسكري في التاريخ العراقي الحديث.

## السيدارة اليوم
انحسرت شعبية السيدارة بشكل تدريجي منذ سقوط النظام الملكي في العراق. آخر من كان يرتديها من الشخصيات الكبيرة كان الرئيس احمد حسن البكر. منذ ثمانينات القرن العشرين أصبح من غير المألوف أن ترى أحداً يلبس السيدارة في العراق الا في المناسبات التي تحمل الطابع التقليدي. اختفت السيدارة من الزي العسكري العراقي في القرن الحادي والعشرين.